# Мошаров, Станислав Иванович
Станисла́в Ива́нович Мошаро́в (род. 2 июня 1967, Челябинск) — российский политик, с 4 июня 2010 года — председатель Челябинской городской думы, с 4 июня 2010 года по 28 июля 2015 года являлся также главой Челябинска.

## Биография
Родился 2 июня 1967 года в Ленинском районе города Челябинска. В 1984 году окончил среднюю школу № 107 и одновременно СДЮСШ олимпийского резерва «Трактор». В 1989 году окончил Челябинский политехнический институт по специальности «теплогазоснабжение и вентиляция». Затем — заместитель директора ООО «ФОСТ», директор ООО «Проминвест», директор ООО «Челябгорсвет».
В 2007 году вступил в партию «Единая Россия». В 2009 году избран депутатом Челябинской городской думы четвёртого созыва по Ленинскому избирательному округу № 17, впоследствии был избран первым заместителем председателя Думы.
В июне 2010 года избран главой города Челябинска. В рамках одноглавой системы законодательной и исполнительной власти этот пост был совмещен с должностью председателя Челябинской городской думы. В октябре 2014 переизбран на второй срок полномочий главы города (председателя Челябинской городской думы). В июле 2015 года, в связи с реформой местного самоуправления, Станислав Мошаров переизбран на должность председателя Городской думы.
Станислав Мошаров является также:
- президентом Ассоциации муниципальных образований «Города Урала»[3];
- членом правления Совета муниципальных образований Челябинской области[4];
- членом Союза представительных органов муниципальных образований Российской Федерации[источник не указан 2255 дней];
- председателем Регионального совета Челябинского регионального отделения Общероссийской общественной организации «Всероссийский совет местного самоуправления»[5];
- членом правления Международной ассамблеи столиц и крупных городов[6].

В ноябре 2014 года избран президентом Союза российских городов.
С 2016 года входит в состав российской делегации в Конгрессе местных и региональных властей Совета Европы.
Награждён почётной грамотой Законодательного собрания Челябинской области, почётным знаком «За заслуги перед Ленинским районом города Челябинска». В 2008 году, за вклад в развитие благоустройства города, удостоен высшей общественной награды Челябинска — премии «Признание».
Станислав Мошаров является одним из авторов пилотного проекта по созданию Челябинской агломерации, в которую вошли Челябинск и Копейск, а также Красноармейский, Сосновский, Коркинский, Еманжелинский и Еткульский районы.
12 сентября 2019 года, после муниципальных выборов в Челябинске, отказался от мандата в городской думе и ушёл в отставку с поста Председателя Челябинской городской думы.
14 октября 2019 года был назначен Заместителем Губернатора Челябинской области, курирующим развитие муниципалитетов области.

## Личная жизнь
Женат, имеет двоих сыновей — Дениса (род. 1993) и Данила (род. 2004). Племянник — Никита (род. 1996). Все трое хоккеисты, играли в системе «Трактора».
Увлекается хоккеем и горными лыжами. Является трехкратным чемпионом Челябинской области по хоккею (1992, 1996, 1998), в составе хоккейного клуба «Политехник». Так же он является рекордсменом команды, проведя в её составе 22 сезона.

## Награды
- Медаль «За заслуги перед Челябинской областью» II степени (8 мая 2024) — за деятельность, направленную на обеспечение благополучия населения Челябинской области, профессиональное мастерство, многолетний добросовестный труд